# Martin Classen
Martin Classen (* 7. August 1957 in Paderborn) ist ein deutscher Jazzmusiker (Tenor- und Sopransaxophon) und Komponist. 2002 installierte er die erste zertifizierte Jazzfortbildung für Schulmusiker in Deutschland an der Gerhard-Mercator-Universität Duisburg. Als Professor leitet er den Jazzstudiengang an der Hochschule für Künste Bremen.

## Leben und Wirken
Classen studierte zunächst an der Musikakademie Detmold Klarinette, um dann bei Ferdinand Povel am Konservatorium Hilversum Saxophon zu lernen; Kenny Napper und Jerry van Rooyen unterrichteten ihn dort im Arrangieren und Komposition.
Mit seinem eigenen Quartett bzw. Quintett tourte er international, in West- und Südeuropa ebenso wie in China und den USA. Er veröffentlichte Alben unter eigenem Namen (Stop & Go und Cereal, mit Jeff Hamilton, John Goldsby und Sebastian Altekamp). Mit Luciano Biondini entstanden die CDs Mavi und Prendere o lasciare. Auch arbeitete er mit Musikern wie Albert Mangelsdorff, Richie Beirach, Billy Hart, Tony Scott, Clark Terry, Lee Konitz, Klaus Ignatzek, Gustavo Bergalli oder Tine Schneider zusammen. Ferner spielte er als Solist mit der John Clayton Big Band, dem Metropole Orchestra, der niederländischen Abteilung des Glenn Miller Orchestra oder dem Würzburg Jazz Orchestra.
Classen schrieb Auftragskompositionen für den WDR und war für die Klanginstallation Blow Up auf der documenta 1992 in Kassel verantwortlich. Er ist auch auf Schallplatten mit Dick Verbeeck/Michel de Bruin, Georg Rox, Lis Harting, Mezzanotte, Florian Poser und der Midland Big Band zu hören.
Von 1990 bis 1998 leitete er die Saxophonklasse (Jazz) an der Musikhochschule Hannover, von 1998 bis 2000 war er Leiter des Jazzlabors der Universität Duisburg. Seit Oktober 2000 ist er Professor für Musik an der Hochschule für Künste in Bremen tätig. Zudem ist er ständiger Dozent der Landes Jugend Big Band Niedersachsen und ist für die LAG Musik Niedersachsen bei Jugend musiziert tätig.

## Lexikalische Einträge
- Jürgen Wölfer: Jazz in Deutschland. Das Lexikon. Alle Musiker und Plattenfirmen von 1920 bis heute. Hannibal, Höfen 2008, ISBN 978-3-85445-274-4.